# Батырша
Батырша́ (1710 — 24 июня 1762), также Батырша́ Али́ев/Али́-улы́; настоящее имя — Габдулла́ Гали́ев, (тат. Габдулла Гали улы, баш. Ғабдулла Ғәли улы) — идеолог и предводитель Башкирского восстания (1755—1756). Публицист, мулла.

## Биография
Родился в селе Карышево Сибирской дороги, ныне Балтачевского района Республики Башкортостан в мишарской семье. В Большой Советской Энциклопедии утверждается, что Батырша Алиев являлся башкирским муллой.

Учился в медресе деревень Тайсуганово Уфимского уезда и Ташкичу Казанского уезда. В 1744—1745 годах был учителем в деревне Илша Гайнинской волости Осинской дороги, в 1746—1749 годах работал учителем и муллой в деревне Муслим Исетской провинции. С 1749 года работал муллой в Карышбаше. Отличался глубоким знанием шариата. Часто привлекался властями для решения наследственных дел в волостях Осинской дороги. В 1754 избран ахуном (главой мусульман) Сибирской дороги, но не вступил в эту должность. В 1754—1755 годах побывал в Оренбурге и ряде волостей Сибирской и Осинской дорог.
Весной 1755 года обратился к мусульманам края с обширным воззванием («Тахризнамэ»), в котором разоблачал колониальную политику царизма в Башкортостане, выступал против правительственного ограничения обрядностей мусульман, запрещения местному населению свободной и беспошлинной добычи соли, ограничений местного самоуправления, чрезмерных налогов и повинностей. Обрисовав тяжелую картину притеснения мусульман со стороны русских, Батырша переходит к военно-политическим проблемам и призывает мусульман сплотиться перед лицом неверных и, взяв в руки оружие, подняться на священную войну за веру и свободу. Начало восстания было намечено на 3 июля 1755 года. Воззвание явилось программой башкирского восстания 1755—1756 годов.
Но в ходе восстания Батырша был разбит мусульманским отрядом, верным правительству. Сам Батырша был схвачен 8 августа 1756 года в деревне Азяково Осинской дороги (ныне деревня Бураевского района Республики Башкортостан) Сулейманом Деваевым и передан царским властям. Башкирское восстание (1755-1756) подавлено под руководством Неплюева И.И., Батырша закованный в цепи, под усиленной охраной отвезен в Москву, затем в Санкт-Петербург.
Находясь в тюрьме и ожидая приговор, составил знаменитое письмо — «Тахризнамэ», обращенное императрице Елизавете Петровне.
Отрывок из письма в переводе:

«Если мы находимся под клятвенным обетом одного падишаха, и если этот падишах твёрд и постоянен в своем обете, то мы, по предписанию нашего шариата и нашей священной книги, обязаны жертвовать своими головами и жизнью. Если падишах не обеспечивает в настоящее время взятые на себя обязательства по защите своих подданных от притеснений, если повинности постоянно меняются и накладываются новые, то мусульмане обязаны примкнуть и помочь своим единоверцам и постараться о возвышении веры по способу, предписанному шариатом».— Письмо Батырши императрице Елизавете Петровне. Уфа
1993.-С. 94.
В декабре 1758 года Батырша был приговорен к наказанию плетьми, вырыванию ноздрей и пожизненной каторге.
После долгих пыток и допросов Батыршу отправили в Шлиссельбургскую крепость на пожизненное заточение. Весной 1757 года Батырша попросил к себе «христианского закона духовную персону». 24 марта произошла встреча с ключарем и священником Петропавловского собора И. Лепицким и состоялась беседа о христианской вере. В качестве толмача присутствовал А. Турчанинов. Батырша попросил дать время для ознакомления с христианским законом через священника, так как прежде о христианском законе никаких сведений не имел. Эту встречу с православным священником Батырша ещё раз попытался использовать для того, чтобы настоять на встрече с императрицей. Он говорил, что хочет донести «сам о невыносимых обидах, а именно о насильственном крещении из магометанской веры в христианский закон». В завершении встречи мулла просил, чтобы священник к нему ходил, а когда он убедится, что закон христианский правильнее, чем магометанский, то он оставит магометанскую веру и умрет в православной вере.
Он пять лет промучился в заточении, но закончить свою жизнь в рабстве не захотел. В июле 1762 года он схватил в свои закованные руки топор, забытый в его камере надзирателями, и бросился на охранников. В схватке Батырша убил двоих охранников, двоих смертельно ранил и погиб сам.

"№ 135. 1762 г. июли 21. — Доношение коменданта Шлиссельсбургской крепости подполковника И. Бередникова в Сенат о смерти муллы Батырши.
Правительствующему Сенату от подполковника шлютельбургского коменданта Ивана Бередника доношение.
У содержащегося в Шлютельбурской крепости колодника Батырше находились на карауле з данною на тот караул инструкцией полков Санкт-Петербургского гарнизона, а именно Невского капрал Данила Никитин, салдаты Максим Хамутов, Грегорий Епифанов, Санкт-Петербургского Андрей Лазарев; которой колодник, имев у себя на ногах ножныя з заклепом железа, а на руках нарочни, сею июля на 21-е число по полуночи в первом часу, напав на оных, во первых, на капрала и салдат спящих, ис которых и бывшей на часах салдат Епифанов при зазженой свече заснувший был, о чём он уже извинение принес, что подлинно спал. Оной колодник, взяв принесенной в казарму салдатом Хомутовым топор и (которого, також никакого орудия, чем человек может себя повредить, по данной на тот караул инструкции в арестанской казарме иметь было запрещено. Сверх того, велено ещё им за оным колодником смотреть накрепко, чтоб он ис под караула утечки не зделал, на собою ж и караульному какова повреждения* таковыми орудиями не учинил), по одиночки у капрала Никитина тем топором голову разрубил на-двое, у салдат — у Хамутова головы левую сторону разрубил и правой висок проломлен, у Лазарева в дву местах брюхо пропорото, у головы же по левую сторону тела схватил; у Епифанова, которой был на часах, в дву местах голову разрубил же, ис которых капрал Никитин, солдат Хомутов сего ж числа умре, а Лазарев и Епифанов лекарем пользуютца. Оной же колодник Батырша и сам умер без всяких язв и побой.
Того ради Правительствующему Сенату всепокорнейше представляю: упоминаемого колодника Батыршу в каких местах погресть, а с салдатом Епифаном за заснутье, будучи на часах, по выздоровлении что - повелено будет учинить, на что имею ожидать ея и. в. указа.

Подполковник Иван Бередников. Июля 24 дня 1762 года. Шлютельбурх."— ГАФКЭ. Фонд - быв. Государственного Архива Разр. VII. Дело 1756, Л? 1781, ч. V, лл, 131—135.
.

## Память
- В селе Старобалтачево Балтачевского района Башкортостана существует музей идейного вождя башкирского восстания 1755—1756 гг. Батырши — Габдуллы Галиева. В фонде музея имеется свыше 100 рукописей авторства Батырши. Ежегодно музей встречает 5—6 тысяч посетителей[14].
- В Старобалтачево 4 октября 2002 года была проведена научно-практическая конференция, посвященная наследию Батырши (тат. “Ил улы – Батырша, жир улы Батырша, ул яши һәм яшәр мәңгегә”).
- В 2010 году в селе Зинино, входящем в состав столицы Башкортостана, появилась улица Батырши Алиева.[источник не указан 1772 дня]

## Произведения
- Тәхризнамә (татар.)
- Воззвание мишарского муллы Батырши Али-улы к башкирам, мишарам и другим мусульманским народам Приуралья, с изложением причин бедственного, их положения, испытываемых ими обид и притеснений, и с призывом к восстанию
- Доношение мишарского муллы Батырши Али-улы императрице Елизавете о причинах восстания в Башкирии в 1755 г. и о его собственной роли в подготовке волнений на Осинской, Сибирской и Ногайской дорогах.